# Quartier de la Sorbonne

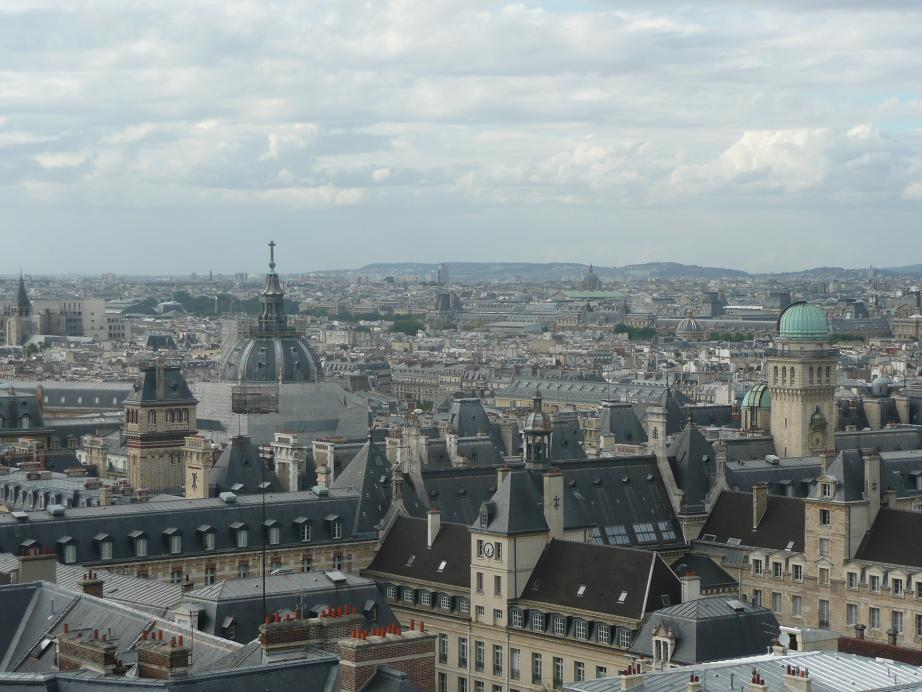
Pohled na čtvrť z Pantheonu

Quartier de la Sorbonne (čtvrť Sorbonna) je 20. administrativní čtvrť v Paříži, která je součástí 5. městského obvodu. Má rozlohu 43,3 ha a ohraničuje ji řeka Seina ze severu, Boulevard Saint-Michel na západě, ulice Rue Soufflot, Rue des Fossés-Saint-Jacques a Rue de l'Estrapade na jihu a Rue Descartes, Rue de la Montagne-Sainte-Geneviève, Rue Frédéric-Sauton a Rue du Haut-Pavé na východě.
Čtvrť byla pojmenována podle bývalé univerzitní koleje Sorbonny. Kromě ní zde sídlí další fakulty a významné vysoké školy např. Collège de France nebo École normale supérieure.
Na náměstí Square René-Viviani – Montebello severně od kostela Saint-Julien-le-Pauvre roste nejstarší strom v Paříži. Jedná se o trnovník akát, který zde v roce 1601 zasadil botanik Jean Robin, po němž strom nese své latinské jméno (robinia).

## Vývoj počtu obyvatel
| Rok sčítání | Počet obyvatel | Hustota zalidnění (ob./km²) |
| ----------- | -------------- | --------------------------- |
| 1954        | 21 503         | 49 658                      |
| 1962        | 19 143         | 44 210                      |
| 1968        | 14 958         | 34 545                      |
| 1975        | 11 240         | 25 958                      |
| 1982        | 10 992         | 25 386                      |
| 1990        | 10 281         | 23 744                      |
| 1999        | 9 683          | 22 363                      |